# 키스 마틴
키스 마틴(영어: Keith Martin)은 캐나다의 의사 겸 워싱턴 D.C. 소재 국제보건대학컨소시엄의 이사장이다.

## 생애
키스 마틴은 영국 런던에서 태어났으며 어린시절을 캐나다 토론토에서 보냈다.